# Peripatus antiguensis
Peripatus antiguensis är en klomaskart som beskrevs av Eugène Louis Bouvier 1899. Peripatus antiguensis ingår i släktet Peripatus och familjen Peripatidae. Inga underarter finns listade i Catalogue of Life.